# 曼加贝拉州长镇
曼加贝拉州长镇（葡萄牙語：Governador Mangabeira）是巴西巴伊亚州的一个市镇。总面积94.359平方公里，总人口19793人，人口密度209.8人/平方公里。